# Downhill

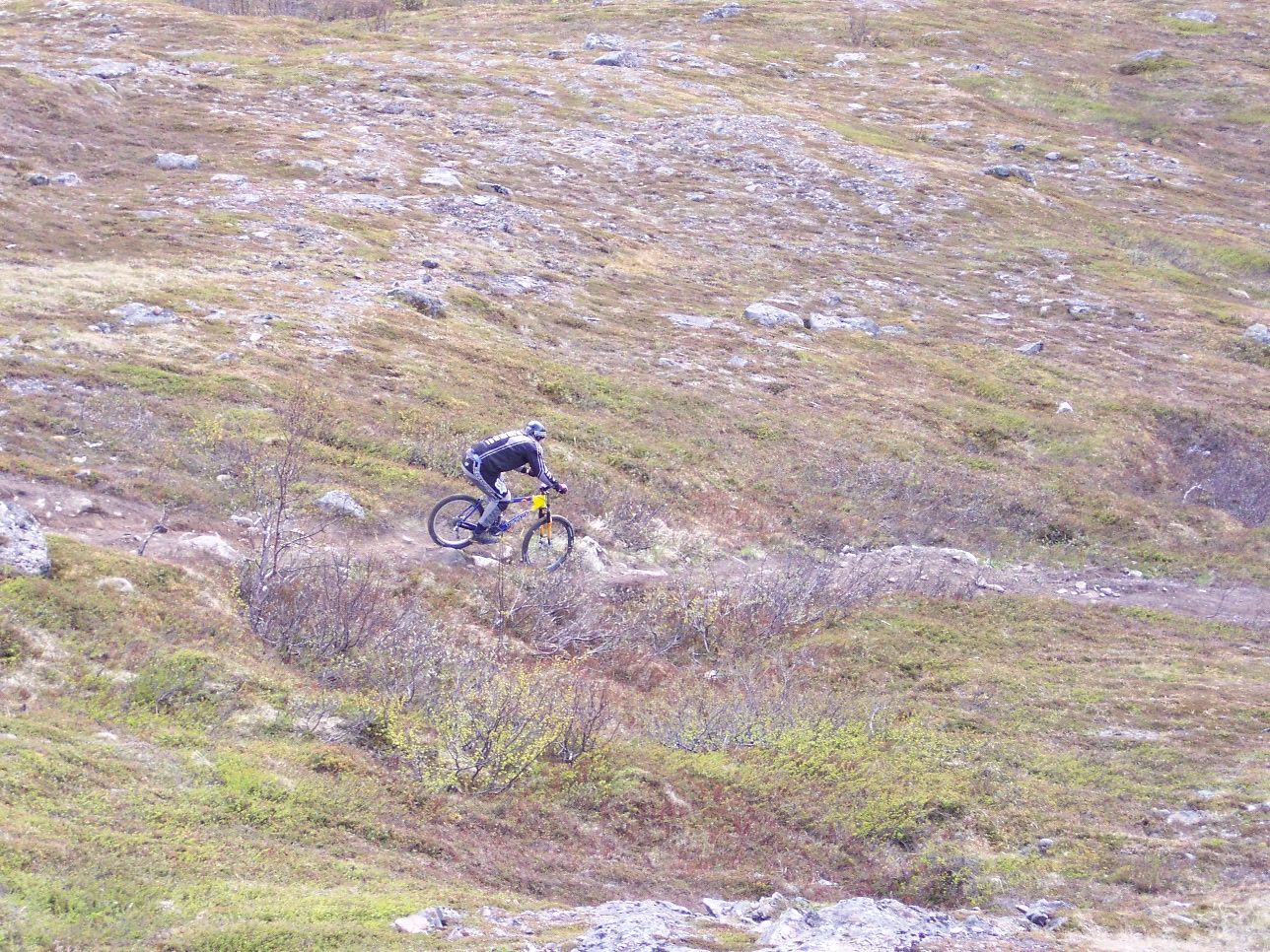
Downhill-åkare.

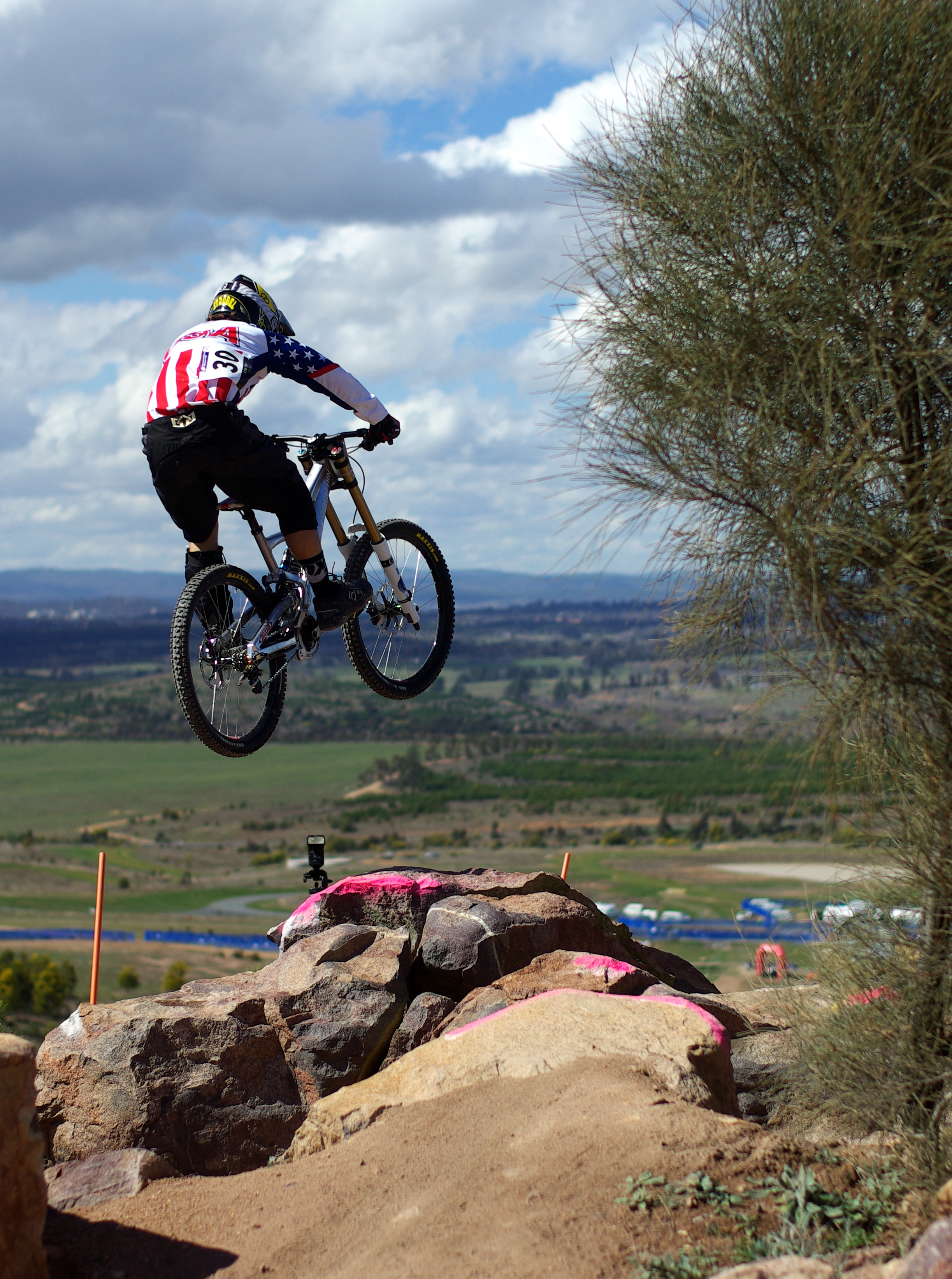
Hoppande downhill-åkare.

Downhill är en cykelsport som innebär utförsåkning på mountainbike. I tävlingssammanhang går det ut på att cykla ned för ett berg längs en markerad bana på kortast möjliga tid. Sporten kallas ofta för cyklingens störtlopp, en liknelse till den alpina skidåkningsgrenen. Banorna består i huvudsak av naturliga hinder såsom stenpartier, rotsektioner, feldoserade svängar på gräs och annat. Men byggda ingredienser som hopp, dropp, doserade kurvor (berms) är även vanliga. Sedan åren kring millennieskiftet har sporten etablerats i den globala besöksnäringen. 

## Utrustningen
En downhillcykel har i regel 200 mm dämpning både fram och bak. Vikten ligger mellan 16 och 25 kg beroende på komponenter och ram. Dämpningen på downhillcyklar blir hela tiden mer och mer avancerad och kan jämföras med dämpningen på motocrosscyklar och rallybilar.
Downhilldäck har till skillnad från vanliga mountainbikedäck tjockare sidoväggar med dubbla lager cord (sk. dual ply). Däck med olika gummiblandning används vid olika underlag och väder. Lerdäck, så kallad spikes, är vanliga på leriga banor. De har ett glesare mönster och rejält utstickande dubbar som greppar bra i mjukt gräs, jord och lera.
Cyklarna är utrustade med hydrauliska skivbromsar. En stor skillnad på en DH-cykel och en "vanlig" är geometrin på cykeln, det betyder i praktiken att en DH-cykel är mer "bakåtlutad" och har en flackare gaffelvinkel. Detta för att motverka att cyklisten hamnar för långt fram på cykeln när det är brant lutning. Den flackare gaffelvinkeln gör även att cykeln blir stabilare i höga farter.
Deltagarna har ofta skydd i form av handskar, ryggskydd, armbågsskydd, knäskydd, fullfacehjälm, bröstskydd och så kallade goggles (skyddsglasögon) på sig.

## Tävlingar
Det hålls flera stora tävlingar i downhill varje år, varav många i Europa i länder som till exempel Tyskland, Spanien och Storbritannien. I Sverige hålls varje år en officiell tävlingsserie i downhill som går under namnet Svenska Downhillcupen. Den sanktioneras av det Svenska Cykelförbundet. Utöver cuptävlingarna arrangeras även SM (Svenskt Mästerskap) och NM (Nordiskt Mästerskap) där cyklister från hela norden deltar och VM (Världsmästerskap) där elitcyklister från hela världen deltar.